# قره‌برج
قره‌برج (به ترکی آذربایجانی: Qaraburc) یک منطقهٔ مسکونی در جمهوری آذربایجان است که در شهرستان شرور واقع شده‌است. قره‌برج ۴۵۸ نفر جمعیت دارد.